# Blusa Vermelha
Blusa Vermelha é o décimo álbum de estúdio do conjunto musical brasileiro Trio Parada Dura, lançado em 1980 pela gravadora Copacabana.

## Faixas
1. "Blusa Vermelha" - 3:22 (Ronaldo Adriano/José Russo/Arthurzinho/Mangabinha)
2. "Sincero Amor" - 2:18 (Delmir/Zico Padre/Rosa Quadros)
3. "Avião das Nove" - 2:41 (Praense/Ado)
4. "Droga de Vida" - 3:01 (Praião/Mangabinha/Cancioneiro)
5. "Somente Agora Eu Vejo" - 2:50 (Ronaldo Adriano/Rubens Avelino/José Homero)
6. "A Moça do Carro de Boi" - 4:07 (Carlos Cézar/José Fortuna/Creone)
7. "Não Quero Piedade" - 3:26 (Ronaldo Adriano/Zé da Praia/Barrerito)
8. "A Vaquinha" - 4:16 (Carlos Cézar/José Fortuna/Osvaldo Bettio)
9. "Endereço da Felicidade" - 3:43 (Marrequinho/Odaés Rosa)
10. "Palco do Mundo" - 3:50 (Correto/Jair Roberto/Creone)
11. "Dilema de Amor" - 3:09 (Luiz de Castro)
12. "A Hora Não Importa" - 2:08 (Luiz de Castro/Edward de Marchi)